# Jack Cade’s Cavern

Jack Cade’s Cavern, Zeichnung um 1800

Die Jack Cade’s Cavern ist eine Höhle mit weitläufigen Tunnelgängen in Blackheath südöstlich von London und südwestlich von Greenwich Park.

## Geschichte
Die Höhle wurde im Jahre 1780 wiederentdeckt. Nach den historischen Überlieferungen wurde sie von dem Rebellenführer Jack Cade als Unterschlupf und Wohnhöhle in den frühen 1450er Jahren genutzt und ausgebaut.
Die Haupthöhle ist etwa kreisförmig und rund 35 Meter im Durchmesser.
Es gibt weitere zahlreiche gewundene Durchgänge mit kleineren Kammern, die mit Steinmauerwerk ausgebaut sind und mit der Haupthöhle verbunden sind. Die niederste Stelle liegt rund 170 Meter unter der Oberflächen. Der Haupteingang war am Ende einer Reihe von kleinen Hütten und Häuser namens „Cavern Cottages“ auf der Rückseite der Dreifaltigkeitskirche von Blackheath Hill, die im Zweiten Weltkrieg zerstört wurden.
Im April 2002 brach die Fahrbahn in der Hauptstraße von Blackheath Hill ein, das große Loch verursachte ein Verkehrschaos. Es wurde vermutet, dass dies durch die ursprünglichen Höhlensysteme verursacht wurde. Jack Cade’s Cavern ist nicht mehr zugänglich, da Einsturzgefahr besteht.